# ABS

Az ABS visszajelző lámpája a műszerfalon

A blokkolásgátló fékrendszer (anti-lock braking system) olyan aktív biztonsági eszköz, amely megvédi, illetve megakadályozza az autó megcsúszását erőteljes fékezés esetén, továbbá segít a fékezendő gépjármű egyenesen tartásában. A rendszer lényege, hogy speciális, a kerekekre szerelt érzékelőkön keresztül érzékeli a kerekek blokkolását, és ekkor a másodperc töredékére kiiktatja a fékezést.
Évtizedeken át több gyár próbálkozott a kerekek állóra fékezését megakadályozó mechanikus szerkezetekkel, inkább kevesebb, mint több sikerrel. Működőképes elektronikus vezérlésű blokkolásgátlót 1964-ben építettek be először kísérleti Mercedesekbe, de a rengeteg elektromos építőelemből álló készülék még nem volt elég strapabíró és megbízható az autóba történő szériaszerű beépítéshez. Végül a Bosch oldotta meg a feladatot, elsőként 1978-ban lehetett ABS-t rendelni a W116-os Mercedes S osztályba. A szerkezet azóta gyorsabbá, precízebbé és könnyebbé vált, már képes a fékerőt a kerekek között elosztani, és az ABS-re épül több, a menetbiztonságot javító rendszer, mint a kipörgésgátló (ASR) és az ESP (Electronic Stability Program) is.

## Története
- 1936. A blokkolásgátló fékrendszer szabadalmának bejegyzése.
- 1964. Elkészül az első generációs blokkolásgátló, amelynek megbízhatósága még nem teljes.
- 1978. Megkezdődik a blokkolásgátló fékrendszerek sorozatgyártása (Mercedes-Benz és BMW számára)
- 1981. Elkészítik a százezredik ABS-t.
- 1985. Mercedes-Benz S osztály elsőként kap szériában ABS fékrendszert.
- 1986. Elkészítik az egymilliomodik ABS-t.
- 1987. Megkezdődik a személygépkocsik számára ASR (kipörgésgátló) gyártása.
- 1995. Megkezdődik az ESP (elektronikus stabilizáló program) sorozatgyártása.

## A blokkolásgátló rendszer feladata
Az autó tapadása nagyban meghatározza annak gyorsulási és lassulási képességeit. Egy autó tapadása pedig akkor jó, ha kerekének futófelülete (az a rész, ami az úttal érintkezik) nem csúszkál az úthoz képest. Ebből következik, hogy a blokkolásig fékezett kerekekkel csúszó autó több időt – hosszabb fékutat – igényel a teljes megálláshoz, mint az, amelynek kerekeit valamilyen módon forgásban tartják lassulás közben. Ezt a feladatot látja el a blokkolásgátló rendszer. A forgó kerék ezen kívül a lassuló autó iránytartását (kormányzását) is lehetővé teszi, ami állóra fékezett kerekekkel gyakorlatilag lehetetlen feladat.
Ne feledjük, a rendszer nem minden esetben csökkenti a fékutat, egyes esetekben hosszabb is lehet (lásd lejjebb). Az ABS fő célja, hogy vészfékezés esetén fenntartsa a jármű irányíthatóságát, így az esetleges féktávolságon belül észlelt akadályt fékezéssel és kormányzással ki tudjuk kerülni, illetve csúszós úton segít meggátolni az autó megpördülését fékezés közben.

## Vészfékezés blokkolásgátló rendszerrel
A vészfékezést mindig hirtelen, rúgásszerű lábmozdulattal kell indítani. A fék lenyomásával egyidőben történjen meg a kuplung lenyomása is, ugyanis egy tárcsafék 3 tized másodperc alatt blokkolja a kereket, majd 5 tizeden belül leáll a motor. Motor nélkül pedig nincs szervokormány, fékrásegítés és ABS. A fékpedált erősen, folyamatosan kell nyomni. Ilyenkor a pedál ugrálhat, remeghet a lábunk alatt, illetve kattogó, kerregő hangot adhat. Ilyenkor sem szabad felengedni, sőt ha lehet, még erősebben kell taposni.
ABS-szel szerelt járművekben nem szabad alkalmazni a korábban tanított, úgynevezett pumpáló fékezést, ugyanis ez a módszer összezavarja a központi egységet!

## A blokkolásgátló fékrendszer előnyei
- Az esetek többségében csökkentheti a fékutat.
- Vészfékezés közben irányíthatóságot biztosít a forgó kerekek miatt.

## A blokkolásgátló fékrendszer hátrányai
- Az ABS növeli a fékutat a következő útfelületeken:
  - kockaköves út: amint a kerék az egyik kőről a másikra lép át, egy pillanatra a levegőbe kerül, ahol állóra fékeződik. Ilyenkor az ABS teljesen elveszi a fékerőt, cserébe viszont amint a kerék ismét a kőhöz ér, nem fog blokkolni, így megmarad az irányíthatóság. A fékút ebben az esetben azonban megnő.
  - frissen esett hó: ebben az esetben a blokkoló fékezés az első kerekek előtt egy hókupacot hoz létre, ami segíti az autó lassulását. ABS-szel szerelt jármű esetén nem keletkezik a kerekek előtt hókupac, így hosszabb lesz a fékút.
  - sáros, iszapos, homokos, vagy kavicsos útszakasz: ilyenkor az ABS megzavarodik, folyamatosan leszabályoz, nehézkes lesz az autó irányítása és nagyon nagy mértékben nőhet a fékút.

## A blokkolásgátló működése
A rendszer érzékelőből, szelepekből, visszatöltő pumpákból és egy számítógépből áll. A szenzorok az autók kerekeinél, időnként a tengelyen vagy a differenciálműben helyezkednek el, és a kerekek sebességét mérik. A szelepek felelősek a féknyomás csökkentéséért, a hozzájuk kapcsolódó pumpák a csökkentett féknyomás visszatöltéséért. A vezérlő, egy miniszámítógép hangolja össze a különböző részegységek munkáját.
Az érzékelőkből jövő adatokat a vezérlőegység figyeli és túlzott mértékű lassulás esetén utasítja a szelepeket, hogy a blokkolást megelőzendő mérsékeljék a féknyomást. Az ABS agya addig csökkenti a nyomást, míg újra gyorsulást nem érzékel, ekkor a visszatöltő pumpa lép működésbe, egészen addig, amíg a kerék lassulása túl nem lépi az autó lassulását. Ezt a kört egyes ABS-ek másodpercenként akár 15-20-szor is képesek megtenni.
Ennek eredménye, hogy a kerekek lassulása nem lépi túl a kerekek tapadási határát, így nincs blokkolás, ráadásul a fék folyamatosan a maximális erőkifejtés közelében dolgozik. A szelepek folyamatos ki-be csukódásából adódik az is, hogy az ABS működése közben a fékpedál egyes modelleken erős pulzáló mozgást végez.

## Fajtái

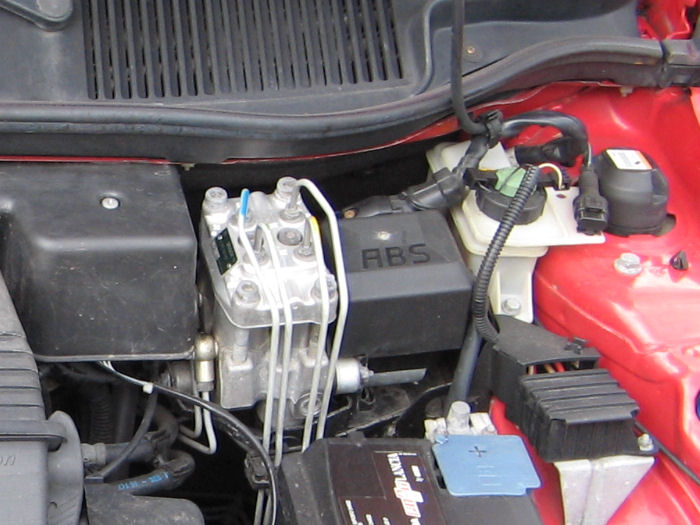
4 csatornás ABS egy 1995-ös Fiat Punto-ban.

Az ABS rendszerek működését az általuk alkalmazott érzékelők és szelepek száma szerint osztályozhatjuk.
1 vagy 2 csatornás, 2 kerékre ható: Ezt az elrendezést főleg teherautókon alkalmazzák. A hátsó kerekeken egy-egy érzékelő helyezkedik el, amik vagy egy közös szelephez (1 csatornás) vagy két külön szelephez (2 csatornás) csatlakoznak. A rendszer hátránya, hogy mindkét kerék blokkolása szükséges a működéshez, így előfordulhat, hogy az egyik hátsó kerék blokkolása csökkenti a fékezés hatásosságát, de nem hozza működésbe az ABS-t.
2 csatornás, 4 kerékre ható, kereszt elrendezésű: Az ilyen típusú ABS rendszerben minden kerékhez csatlakozik egy szenzor, amik két keresztben elhelyezett (bal első-jobb hátsó, jobb első-bal hátsó) szelephez csatlakoznak. A bal első kerék blokkolása esetén a bal első és a jobb hátsó kerék lassulásának szabályozása együtt történik.
3 csatornás, 4 kerékre ható: Ez a leggyakoribb elrendezés a személyautóknál. Egy érzékelő jut minden kerékre, az első kerekeken külön-külön, míg a hátsókon egy közös csatornán elhelyezkedő szelep dolgozik. Az első kerekek egymástól és a hátsóktól függetlenül fékeződnek, a hátsók pedig közösen.
4 csatornás, 4 kerékre ható: Négy szenzorból és négy szelepből áll, így az elérhető legjobb hatásfokkal képes lassítani.